# Övertorneå distrikt
Övertorneå distrikt är ett distrikt i Övertorneå kommun och Norrbottens län. Distriktet ligger i och omkring Övertorneå i östra Norrbotten och gränsar till Finland.

## Tidigare administrativ tillhörighet
Distriktet inrättades 2016 och utgörs av en del av Övertorneå socken i Övertorneå kommun.
Området motsvarar den omfattning Övertorneå församling hade vid årsskiftet 1999/2000 och som den fick 1962 efter utbrytning av Svansteins församling.

## Tätorter och småorter
I Övertorneå distrikt finns en tätort och fem småorter.

### Tätorter
- Övertorneå

### Småorter
- Haapakylä
- Kuivakangas (Nedre Kuivakangas)
- Poikijärvi (Västra Kuivakangas)
- Pudas (Övre Kuivakangas)
- Soukolojärvi